# Carlos Oquendo
Carlos Mario Oquendo Zabala (* 16. November 1987 in Medellín) ist ein ehemaliger kolumbianischer Radrennfahrer, der im BMX-Racing aktiv war.

## Werdegang
Im Jahr 2010 gewann Oquendo bei den UCI-BMX-Race-Weltmeisterschaften die Bronzemedaille in der Kategorie Cruiser, in den Jahren 2013, 2015 und 2017 stand er jeweils auf dem Podium der Panamerika-Meisterschaften im BMX-Rennen. Seit 2009 startet er im BMX-Weltcup, seine beste Einzelplatzierung war bisher ein dritter Platz in der Saison 2012, in der Weltcup-Gesamtwertung Rang 7 in der Saison 2015.
Seinen größten Erfolg erzielte Oquendo bei den Olympischen Sommerspielen 2012 in London, bei denen er im BMX-Rennen die Bronzemedaille gewann. Bei den Olympischen Sommerspielen 2016 in Rio de Janeiro belegte er den 11. Platz.

## Erfolge
2010
- Weisterschaften – Cruiser

2011
- Kolumbianischer Meister – Race

2012
- Olympische Spiele – Race

2013
- Panamerika-Meisterschaften – Race

2014
- Südamerikaspiele – Race und Zeitfahren

2015
- Panamerika-Meisterschaften – Race
- Kolumbianischer Meister – Race

2017
- Panamerika-Meisterschaften – Race